# Astragalus leucargyreus
Astragalus leucargyreus är en ärtväxtart som beskrevs av Joseph Friedrich Nicolaus Bornmüller. Astragalus leucargyreus ingår i släktet vedlar, och familjen ärtväxter. Inga underarter finns listade i Catalogue of Life.